# Garland, Arkansas
Garland là một thị trấn thuộc quận Miller, tiểu bang Arkansas, Hoa Kỳ. Năm 2010, dân số của thị trấn này là 242 người.

## Dân số
- Dân số năm 2000: 352 người.
- Dân số năm 2010: 242 người.